# Rafael Studart
Rafael Studart Monclar, mais conhecido como Rafael Studart ou Studart (Rio de Janeiro, 10 de dezembro de 1981), é um humorista, ator, roteirista, cantor, youtuber, pesquisador, empresário, comunicador e professor universitário. 
Possui mestrado em Engenharia de Sistemas e Computação, e atualmente está fazendo o seu doutorado em Engenharia de Dados e Conhecimento pela COPPE/UFRJ. Começou sua carreira artística em 2007, no Rio de Janeiro, fazendo stand-up. Em 2009, iniciou na TV sendo um dos protagonistas da série Os Buchas, assim como no programa Os Gozadores e Paixão de Torcedor. Em 2012, co-criou, roteirizou e apresentou o Prêmio Multishow de Humor. Conciliando sua carreira acadêmica e de professor com seu lado artístico, está presente em diversos grupos humorísticos como os Três Elementos e os Castro Brothers. Porém, no fim de 2018, iniciou seu próprio canal, retomando o projeto De Quem é a Vez?, que em pouco mais de um ano já é o maior canal a abordar o tema de jogos de tabuleiro no Brasil, inclusive recebendo o prêmio de melhor de 2019 pela Ludopedia.

## Carreira

### Stand-up
Nascido e criado na Tijuca, no Rio de Janeiro (berço de diversos artistas cariocas da música e da televisão), Rafael Studart começou sua carreira em 2007, por incentivo de Fernando Caruso, que organizou uma apresentação para ele como open mic (espaço de alguns minutos dado para iniciantes no stand-up abrirem um show) no Sindicato da Comédia, primeiro grupo de stand-up do Rio de Janeiro depois do Comédia em Pé, o qual também participou como open mic logo depois.
No fim de 2008, iniciou um grupo chamado Comédia Café, posteriormente rebatizado de Estação Stand-up, o único grupo do Brasil a se apresentar dentro de uma estação de metrô. O grupo, que continuou até 2013, com longas temporadas no Planetário do Museu do Universo do Rio de Janeiro, contava com Daniel Belmonte, Nigel Goodman e Murilo Couto em seu elenco, porém chegou a ter também Lucas Moreira e Ulisses Mattos como membros fixos.
Em 2016, entrou em turnê por diversas cidades do Brasil, com o show Solo Junto, em que dividia o palco com Fernando Caruso, cada um fazendo o seu solo de stand-up e, ao fim da apresentação, atuavam em cenas improvisadas com sugestões da plateia.

### Televisão e Cinema
No ano de 2009, Rafael foi chamado para o seu primeiro teste para a TV, participando com o personagem Beto de Os Buchas, que contava com Gregório Duvivier e Silvio Guindane em seu elenco. Apesar de não ter atuado profissionalmente antes, foi aprovado e passou a ser um dos protagonistas dessa série que possuía como mote principal cinco personagens que agiam como buchas em seus relacionamentos amorosos. Foi então que começou sua parceria com Álvaro Campos e Pedro Antônio durante as duas temporadas do programa.
Depois de Os Buchas, foi chamado para protagonizar a série Os Gozadores, exibida pelo Multishow. Nela, interpretava Jurandir, dono de uma produtora de filmes pornográficos. Foi então que começou a atuar como roteirista, ficando responsável pela redação de alguns episódios da série. No ano seguinte, participou como um dos convidados da primeira temporada do programa De Cara Limpa.
Em 2011, participou como ator da série Paixão de Torcedor da Rede Globo, assim como prosseguiu com a segunda temporada de Os Gozadores.
Em 2012, foi criador, juntamente com Pedro Antônio e Ulisses Mattos, do Prêmio Multishow de Humor, além de ter roteirizado as três primeiras temporadas e apresentado as duas primeiras. Foi durante a segunda temporada do prêmio que participou, em 2013, das séries Estranha Mente e Adorável Psicose.
Sua estreia no cinema brasileiro ocorreu no ano de 2014 com o filme Copa de Elite, no qual interpretou o agente Zero Pi, tendo posteriormente atuado em Vidas Partidas de Marcos Schechtman.

### YouTube
Em 2011, Rafael Studart começou a participar do canal de Marcos Castro, com sua primeira participação sendo sobre seu primeiro texto de Stand-up. No início de 2013, iniciou o quadro Jogando Conversa no canal Alta Cúpula, que fazia sucesso na época por conta do fantoche Marcelinho, que lia contos eróticos.
No ano de 2015, o nome do canal de Marcos Castro mudou para Castro Brothers e Rafael Studart entrou como um dos membros do elenco, fazendo diversas participações em clipes musicais, no Ukelele News e no quadro de maior sucesso do canal, o UTC - Ultimate Trocadilho Championship, onde era conhecido como “riso frouxo do UTC”, além de outros quadros do canal.
Em 2017, juntamente com Ulisses Mattos e Fernando Caruso, começou o programa Três Elementos no canal de YouTube de Fernando Caruso, o Caverna do Caruso. A ideia por trás desse programa originou-se das diversas apresentações em eventos geeks que os três haviam realizado em anos anteriores e continuaram realizando posteriormente.
No fim de 2018, Rafael resolveu lançar seu próprio canal retomando um projeto que havia feito em 2015 no canal Overcast, originalmente em parceria com a editora de jogos Galápagos. O projeto de nome De Quem é a Vez?, que começou sendo uma pequena parte do canal de Rafael Studart, acabou por se tornar o seu principal conteúdo, chegando ao posto de maior canal a abordar o tema de jogos de tabuleiro no Brasil, inclusive recebendo o prêmio de Melhor Mídia Audiovisual sobre Jogos de Tabuleiro no ano de 2019 pela Ludopedia, a maior referência sobre o assunto no país.

### Vida Acadêmica
Desde 2000, tendo sido aprovado em primeiro lugar como monitor de física do Colégio Palas, Rafael iniciou o que seria o embrião de sua carreira como professor, e o que viria a auxiliar a sua desenvoltura de palco.
No ano de 2008 concluiu o seu mestrado na área de Banco de Dados dentro do programa de Engenharia de Sistemas e Computação COPPE/UFRJ. No ano anterior ele havia ganho, inclusive, o prêmio de bolsa de pesquisa do UOL por conta do conteúdo de sua pesquisa.
Em 2009 iniciou como professor universitário, profissão que desempenha até os dias atuais. Já em 2016 iniciou seu doutorado  em Engenharia de Dados e Conhecimento na COPPE/UFRJ com o objetivo de desenvolver uma metodologia de ensino de pensamento computacional para crianças, o que estava alinhado com o objetivo de sua empresa conhecida como Cody Academic
.

### Outros Projetos
Por conta de sua experiência nos palcos, seja em sala de aula, como fora dela, Rafael Studart também atua dando treinamentos e sendo apresentador e mestre de cerimônias para diversos eventos de empresas como Coca-Cola, Banco do Brasil, Caixa Seguradora, Wiz Soluções, Equinor, Youse, Kroton Educacional, Credicard, entre outras. Tudo isso feito com seu parceiro de visão e ex-aluno de monitoria Fabiano Leoni, Diretor Executivo da Camaleoni.

## Trabalhos

### Principais quadros no YouTube
| Ano           | Quadro                                 | Ref. |
| ------------- | -------------------------------------- | ---- |
| 2013–presente | Jogando Conversa                       |      |
| 2015–presente | De Quem é a Vez?                       |      |
| 2015          | Épica das Galáxias                     |      |
| 2017–presente | UTC - Ultimate Trocadilho Championship |      |
| 2017–2022     | Três Elementos                         |      |
| 2018–presente | Fundo Preto                            |      |
| 2019–presente | De Quem é a Vez? - Indica              |      |
| 2019–presente | De Quem é a Vez? - Explica             |      |
| 2019–presente | De Quem é a Vez? - História            |      |
| 2020–2021     | De Quem é a Vez? - LIVENIGMAS          |      |
| 2020–2022     | Jornal Não Pode Rir                    |      |

### Teatro
| Ano       | Grupo/Peça              | Ref.                 |
| --------- | ----------------------- | -------------------- |
| 2008      | Comédia Café            |                      |
| 2009–2013 | Estação Stand-up        |                      |
| 2011      | Tijucanos               |                      |
| 2014      | Deu Branco              |                      |
| 2014–2015 | Marcos Castro Convida   |                      |
| 2016      | Solo Junto              |                      |
| 2018–2019 | UTC no Teatro           | [ 24 ] [ 25 ] [ 26 ] |
| 2019      | UTC Stand-up Show       |                      |
| 2020      | Castro Brothers Convida |                      |

### Televisão
| Ano       | Programa                  | Canal             | Notas        | Ref. |
| --------- | ------------------------- | ----------------- | ------------ | ---- |
| 2009–2010 | Os Buchas                 | Oi TV e Multishow |              |      |
| 2010      | De Cara Limpa             | Multishow         | Participação |      |
| 2010–2011 | Os Gozadores              | Multishow         |              |      |
| 2010      | Open Bar                  | Multishow         | Participação |      |
| 2011      | Paixão de Torcedor        | TV Globo          |              |      |
| 2012–2013 | Prêmio Multishow de Humor | Multishow         |              |      |
| 2012      | Diário do Gigante         | Multishow         | Participação |      |
| 2013      | Adorável Psicose          | Multishow         | Participação |      |
| 2013      | Estranha Mente            | Multishow         | Participação |      |
| 2014      | Fred e Lucy               | Multishow         | Participação |      |

### Cinema
| Ano  | Título                     | Personagem | Ref.                 |
| ---- | -------------------------- | ---------- | -------------------- |
| 2014 | Copa de Elite              | Zero Pi    |                      |
| 2016 | Vidas Partidas             | Julio      |                      |
| 2017 | Altas Expectativas         | Ele mesmo  |                      |
| 2019 | Gambiarra, o HD de Espadas | Saulo      | [ 27 ] [ 28 ] [ 29 ] |
| 2025 | Gambiarra: Uga Uga Show    |            | [ 30 ]               |

## Vida Pessoal

### Formação
- 2004 - Bacharelado em Ciência da Computação (UFRJ)
- 2008 - Mestrado em Engenharia de Sistemas e Computação (COPPE/UFRJ)
- 2016 - Doutorado em Engenharia de Sistemas e Computação (COPPE/UFRJ) - em andamento

## Ligações Externas
- Site Oficial - www.studart.com.br
- Facebook - https://www.facebook.com/studart7/
- IMDB - https://www.imdb.com/name/nm4858127/
- Instagram - https://www.instagram.com/studart7
- Twitter - https://www.twitter.com/studart7
- TikTok - https://www.tiktok.com/@studart7
- Twitch - http://www.twitch.tv/studart7